# Llista de monuments de Mancor de la Vall
Llista de monuments de Mancor de la Vall catalogats pel consell insular de Mallorca com a Béns d'Interès Cultural en la categoria de monuments pel seu interès històric, artístic, arquitectònic, arqueològic, històric-industrial, etnològic, social, científic o tècnic.
| Monument                | Tipus                | Localització                                           | Coordenades                                          | Codi?         | Imatge                                    |
| ----------------------- | -------------------- | ------------------------------------------------------ | ---------------------------------------------------- | ------------- | ----------------------------------------- |
| Capella de Santa Llúcia | Edif. religiosos     | Mancor de la Vall Puig de Santa Llúcia                 | 39° 45′ 03″ N, 2° 51′ 58″ E / 39.750777°N,2.86605°E  | RI-51-0011116 | Carregueu una nova foto d'aquest monument |
| Massanella              | Arq. defensiva       | Mancor de la Vall                                      | 39° 45′ 46″ N, 2° 52′ 43″ E / 39.762874°N,2.878603°E | RI-51-0008472 | Carregueu una nova foto d'aquest monument |
| Tafona de Son Morro     | Ed. fabrils          | Mancor de la Vall carrer de Salvador Beltrán Gralla, 1 | 39° 44′ 59″ N, 2° 52′ 23″ E / 39.749685°N,2.872959°E | RI-51-0005276 | Carregueu una nova foto d'aquest monument |
| Sa Creu                 | Creus de terme       | Mancor de la Vall Carrer de sa Creu                    | 39° 44′ 58″ N, 2° 52′ 28″ E / 39.749525°N,2.874558°E | RI-51-0010323 | Carregueu una nova foto d'aquest monument |
| Es Clot des Diners      | Monument arqueològic | Mancor de la Vall                                      | 39° 45′ 15″ N, 2° 52′ 23″ E / 39.754082°N,2.872947°E | RI-51-0002410 | Carregueu una nova foto d'aquest monument |
| Cova de Montaura        | Monument arqueològic | Mancor de la Vall                                      | 39° 44′ 30″ N, 2° 51′ 56″ E / 39.741612°N,2.865512°E | RI-51-0002411 | Carregueu una nova foto d'aquest monument |